# A Valhalla gyilkosságok
A Valhalla gyilkosságok (izlandiul: Brot, szó szerint „szabályszegés” vagy „szabálysértés”, angolul The Valhalla Murders) Izlandon forgatott, nyolcrészes misztikus bűnügyi sorozat. Először a szigetországban került képernyőre 2019. december 26-án, majd 2020-ban a Netflixen világszerte elérhetővé vált.
A Valhalla gyilkosságok a második izlandi sorozat, melyet a Netflixen vetítettek. Megtörtént eseményeket dolgoz fel. Amint az a MEAWW honlapján olvasható: „Az 1940-es évek végén ehhez hasonló eset történt Izlandon. Egy állami intézményben, melyben 7 és 14 év közötti problémás, deviáns viselkedésű fiatalokat neveltek, a személyzet és az őrök erőszakoskodtak a bentlakókkal.” Bár gyilkosság valójában nem történt, az ügy nagy port kavart és óriási botránnyá nőtte ki magát. A bántalmazott fiatalok később anyagi jóvátételben részesültek.

## Szereplők
- Nína Dögg Filippusdóttir – Kata
- Bergur Ebbi Benediktsson – Erlingur
- Aldís Amah Hamilton – Dísa
- Gunnar Bersi Björnsson – Hakón (rendőrtiszt)
- Björn Thors – Arnar

## Cselekmény
Több, látszólag egymástól független embert brutálisan meggyilkolnak Izland különböző helyszínein. Egy titokzatos norvég nyomozót hívnak az ügy felderítésére, illetve azért, hogy az izlandi rendőrségnek segítsen kapcsolatot találni az érintettek között. Egyelőre semmit sem tudni azon kívül, hogy egy sorozatgyilkos véres ámokfutásáról van szó. Az elkövető kiléte homályos, csupán egyetlen jelet hagy maga után: áldozatainak szemét haláluk után széthasítja. A nyomozás helyi vezetője egy tapasztalt rendőrnő, aki különösen dühös, mert nem kapta meg várva várt előléptetését. Azonban most félre kell tennie csalódottságát és csak az ügyre koncentrálnia. Előkerül egy fénykép, ami alapján a nyom Katát és csapatát egy Valhalla nevű fiúiskolához vezeti, melyben 35 évvel ezelőtt nagy szörnyűségek történtek.

### 1. évad
- 1. rész: Különös esethez hívják ki a reykjavíki nyomozót, Katát: a kikötőben leszúrtak egy férfit, Þórt, akinek a szemét is kettéhasították. A korábban az estét az áldozattal töltő nő vallomása szerint egy fekete ruhás férfi követte őket. Huszonnégy órán belül hasonló módon saját lakásában vetnek véget egy ismert üzletember, Ómar életének. Kata volt férje aggódik közös tizenéves fiuk, Kári vélelmezett italproblémái miatt. Eközben Kata munkahelyén nem kapja meg a várt előléptetést, főnöke pedig arra inti, hogy a sajtónak ne nyilatkozzon a két gyilkosság közötti kapcsolódási pontokról. Az eset megoldásához egy oslói nyomozót hívnak Izlandra.
- 2. rész: Megérkezik Katáék csapatába a titokzatos és szűkszavú, Izlandról elszármazott nyomozó, Arnar, aki csak az ügynek rendeli alá magát. Kári verekedésbe keveredik az iskolában egy bizonyos videó miatt. A Borgarnes melletti, 1986 és 1988 között működött Valhalla fiúintézetben készült régi csoportképen beazonosítják mindkét áldozatot, ezzel fény derül a köztük lévő kapcsolatra. A fényképen egy harmadik felnőtt, egy Brynja nevű nő is szerepel, akit a Borgarnesbe utazó Kata és Arnar az egykori fiúintézet épületében talál meg holtan.
- 3. rész: Katáék újabb nyomokra bukkannak, több egykori valhallai áldozattal beszélnek. Arnar felkeresi az egyik áldozat feleségét és gyerekét. Kári ügye egyre súlyosabbá válik, Kata egyre többet tud meg róla.
- 4. rész: Egyre nagyobb figyelmet kap a Valhalla-gyilkosságok ügye, a túlélők egy tévés műsorban elevenítik fel a történteket. Egy bebörtönzött rabról kiderül, hogy ő is a fiúiskolában nevelkedett, azt állítja, tudja ki a gyilkos. Kata megtudja a teljes igazságot Kári ügyéről.
- 5. rész: A nyomozópáros különválva indul el két nyomon, Arnar veszélyesebb vizekre evez. Az oslói nyomozó apja temetésén összetűzésbe keveredik. Kári esete eljut a rendőrségig, Kata úgy dönt, hogy megvédi fiát és bizonyítékot semmisít meg.
- 6. rész: A nyomozás hamarosan lezárul, már csak apróságok és formaságok vannak hátra. Legalábbis úgy tűnik. Az egyik laboros rábukkan valamire, ami újabb kérdéseket vet föl az üggyel kapcsolatban. Arnarnak vissza kell utaznia Norvégiába. Kári az apjához költözik.
- 7. rész: Katának a borgarnesi rendőrrel, Hákonnal együtt sikerül összerakni a képet, már csak valahogy az emberek tudtára kell hozni az igazságot, ám ez korántsem bizonyul egyszerűnek. Arnar is saját nyomozást végez, ő a jelen és a múlt áldozatai között vél felfedezni kapcsolatot. A norvég rendőr meg akarja győzni a húgát, hogy utazzon el vele.
- 8. rész: Amikor már mindenki biztos benne, hogy ki a bűnös és ki az ártatlan, akkor olyasmire derül fény, ami ismét megbolygatja a szálakat, és újra minden más megvilágításba kerül. Kata szorult helyzetbe kerül, Arnar pedig versenyt fut az idővel.